# Polevsko
Polevsko (deutsch Blottendorf) ist eine Gemeinde des Okres Česká Lípa in der Region Liberec im Norden der Tschechischen Republik. Sie liegt am Südhang des Lausitzer Gebirges im Tal des Baches Šporka am Fuße des Berges Klíč (Kleis).

## Geschichte
Das Dorf mit Glasmachertradition liegt etwa 3 km nordwestlich von Nový Bor (Haida). Es wurde um 1400 zum ersten Mal erwähnt. Die ersten Zunftprivilegien wurden den hiesigen Glasmalern, -gravierern und -schleifern bereits im Jahr 1683 von Hroznata von Kokořov, dem Herrn der hiesigen Herrschaft, verliehen. Im 17. Jahrhundert siedelten sich hier Glasschleifer aus Bayern und Schlesien an, die in einer Glashütte arbeiteten. Mitglieder der Glasmacherfamilie Preußler gründeten hier im 17. Jahrhundert einen später erfolgreichen Glashandel. Verwaltungstechnisch bildete Blottendorf ab der Mitte des 19. Jahrhunderts eine Gemeinde im Gerichtsbezirk Haida bzw. im Bezirk Böhmisch Leipa. Im Ort war eine Abteilung vom Gebirgsverein für das nördlichste Böhmen aktiv.

## Sehenswürdigkeiten
- Dreifaltigkeitskirche, erbaut in den Jahren 1716–1718 vom Baumeister Paul Columbani. Das barocke einschiffige Gotteshaus mit einem prismatischen Turm und Zwiebeldach steht auf einer Anhöhe am Hange des Polevský vrch (Blottendorfer Berg). Im Giebel auf der Westseite befindet sich eine Nische mit der Statuengruppe des Heiligen Dreifaltigkeit; im Innenraum ist ein Altar aus dem 19. Jahrhundert, ein spätbarockes Taufbecken, eine Orgel aus der Zeit um 1800 und eine ebenso alte, im 19. Jahrhundert renovierte Kanzel.

## Gemeindegliederung
Die Gemeinde besteht im Wesentlichen aus der Ortschaft Polevsko (Blottendorf) sowie dem etwas südlich davon gelegenen Weiler Klučky (Schönfeld).

## Persönlichkeiten
- Johann Kaspar Kittel, * um 1650, Glashüttenmeister und Begründer des böhmischen Glashandels, der am Ende des 17. Jahrhunderts die hier erzeugten Glaswaren ins Ausland ausführte und der nach dem Vorbild der Venediger Glashütten die Herstellung von klarem farblosem Glas in Böhmen einführte.

### Söhne und Töchter der Gemeinde
- Urban Janke (* 1887; vermisst 1915), österreichischer Grafiker und Designer

## Einzelnachweise

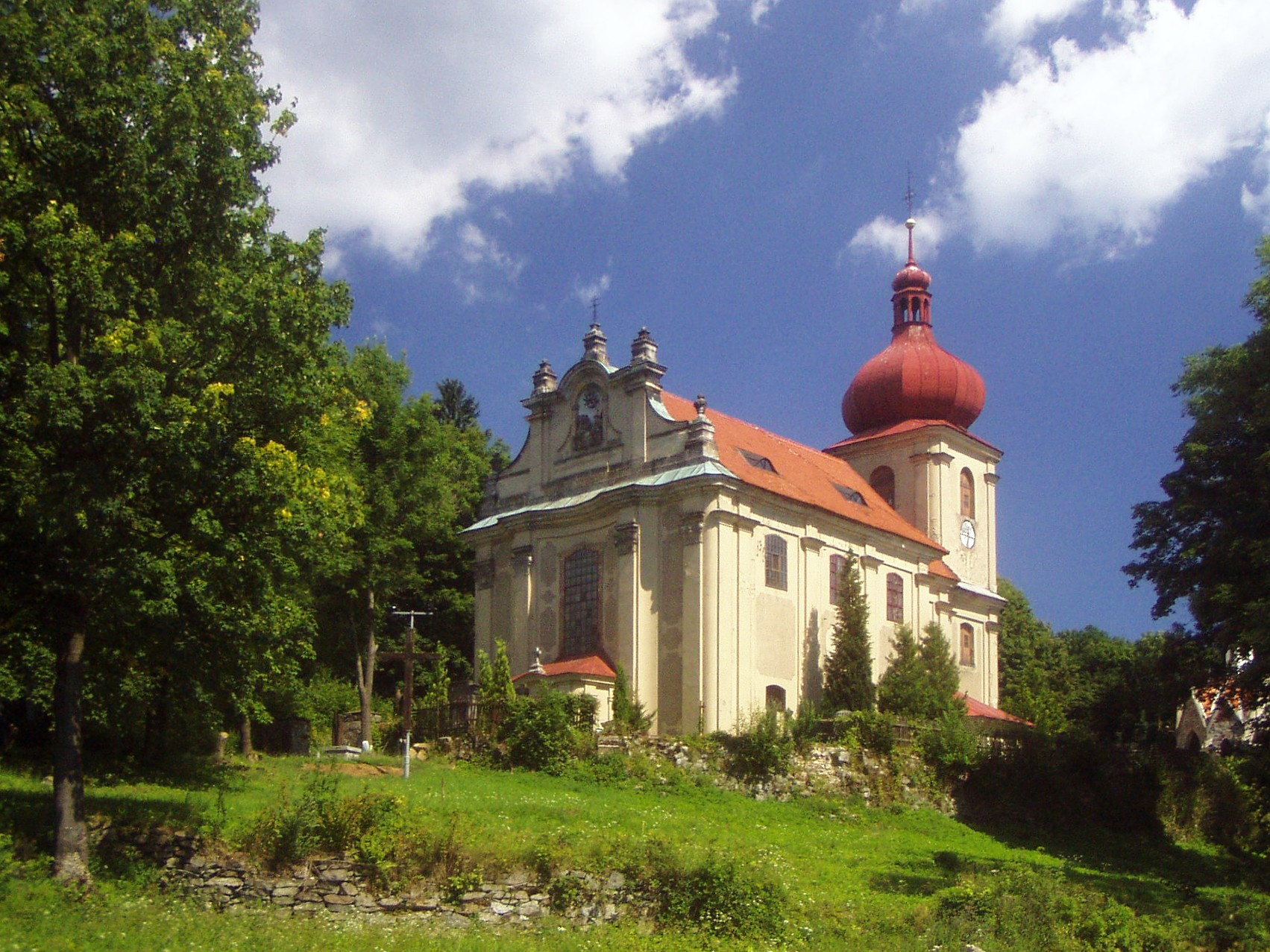
Polevsko / Blottendorf: Dreifaltigkeitskirche